# Río Milk
El río Milk (del inglés: Milk River) es un río de la parte central de América del Norte que fluye en dirección este a través de Montana (Estados Unidos) y Alberta (Canadá) hasta desaguar en el río Misuri, del que es su tercer más largo afluente, tras los ríos Platte y Kansas. Tiene una longitud de 1173 km (1005 km según otras fuentes) y drena una cuenca de 61 642 km².

## Geografía
El río Milk se forma en el noroeste de Montana, en el condado de Glacier, 34 km al norte de Browning (Montana) por la confluencia de las bifurcaciones sur y media. Las bifurcaciones sur (aproximadamente de 50 km de longitud) y media (aproximadamente de 30 km de longitud) nacen en las Montañas Rocosas justo al este del Parque nacional de los Glaciares, en la Reserva India de los Blackfeet. Gran parte del agua de la bifurcación norte es desviada del río St. Mary's, a través de un canal y un sifón invertido. El río unido fluye estenordeste hacia el sur de Alberta, donde se une con la bifurcación norte del río Milk, entonces este a lo largo de la parte norte de las colinas Sweetgrass. Fluye pasado el pueblo de Milk River y el Parque Provincial Writing-on-Stone, entonces gira al sudeste hacia Montana, pasando a través del embalse Fresno, entonces al este pasado Havre y a lo largo de la parte norte de la Reserva India de Fort Belknap. Cerca de Malta, gira hacia el norte, después sudeste, fluyendo más allá de Glasgow y uniéndose al Misuri 20 km río abajo de la presa Fort Peck. 
El Milk es el principal afluente más al norte del Misuri, y así representa aproximadamente el punto norte de la cuenca del Misisipi. La pequeña área drenada por el río Milk en el sur de Alberta y sureste de Saskatchewan es una de las dos áreas en Canadá que drenan en el golfo de México (la otra es la cuenca del río Poplar, que se extiende en Canadá por Saskatchewan).

## Historia
El nombre de río Milk se lo dio el capitán Meriwether Lewis, de la expedición de Lewis y Clark, que describió el río en su diario del modo siguiente:

El agua de este río posee una blancura característica, siendo del color de una taza de te con la mezcla de una cucharada llena de leche. Por el color de su agua lo llamamos río Milk.
Meriwether Lewis

Esta apariencia es resultado del polvo de roca suspendido en sus aguas. Estos sedimentos de grano extremadamente fino son el resultado de la erosión glaciar en la cabecera del río Milk.